# Southwick and Widley
Southwick and Widley est une paroisse civile du Hampshire, en Angleterre.